# Karl Schwenzer

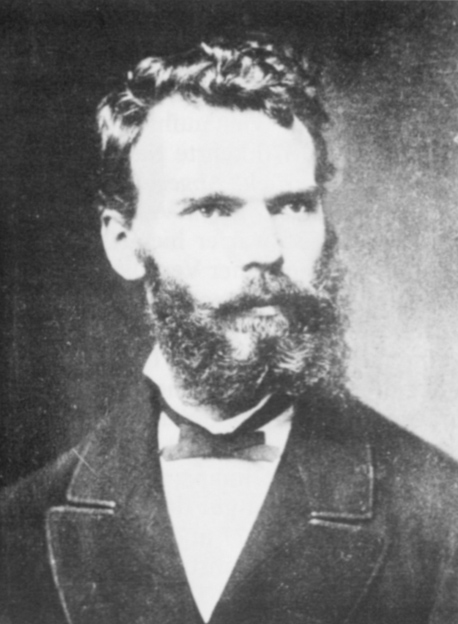
Karl Schwenzer, ca. 1868

Karl Schwenzer (* 26. Februar 1843 in Löwenstein; † 29. November 1904 in Stuttgart) war königlich württembergischer Hofmedailleur, der in der Zeit von etwa 1875 bis zu seinem Tod 1904 praktisch alle württembergischen Münzen und Medaillen jener Zeit ausgeführt hat.

## Leben
Karl Schwenzer war ein Sohn des Drehermeisters Ludwig Schwenzer (1801–1876) und dessen Frau Magdalene geb. Stettner (1808–1874). Von seinen sechs Geschwistern sind vier früh verstorben. Der ältere Bruder Ludwig (1835–1914) erlernte das Dreherhandwerk und übernahm den elterlichen Betrieb, Karl und sein jüngerer Bruder August Ludwig Schwenzer (1847–1934) erhielten dagegen künstlerische bzw. kunsthandwerkliche Ausbildungen. Karl zeigte bereits während seiner Schulzeit in Löwenstein Interesse am Gravieren und wurde darin zunächst vom älteren Bruder unterrichtet. Ab 1857 hatte er eine vierjährige Lehrstelle beim württembergischen Hofgraveur Georg Schiller (1822–1906) in Stuttgart, während der er bereits erste Preise für sein Können erzielte. Nach dem Ende der Lehre war er für drei weitere Jahre in Stuttgart tätig. Von 1864 bis 1867 war er an der Kunstgewerbeschule Nürnberg, danach bis Herbst 1968 bei dem Medailleur Ernest Paulin Tasset in Paris, anschließend bis 1872 in London bei Joseph Shepherd Wyon (1836–1873) und Alfred Benjamin Wyon (1837–1884). 1872 kam er nach Wien, wo er 1874 zum Ehrenmitglied der Kunstakademie wurde. Um den Jahreswechsel 1875/76 kehrte er nach Stuttgart zurück, wo er an der dortigen Münzstätte tätig war und – nur unterbrochen von einem Aufenthalt in Berlin von 1883 bis 1885 – bis zu seinem Tod nahezu alle öffentlich verausgabten Münzen und Medaillen gravierte. Außerdem führte er freiberuflich auch private Aufträge aus. In seiner Zeit in Stuttgart erhielt er zahlreiche Auszeichnungen. 1878 wurde er zum königlich württembergischen Hofmedailleur ernannt, 1881 erhielt er das Ritterkreuz erster Klasse des württembergischen Friedrichsordens, 1886 das Ritterkreuz erster Klasse des badischen Ordens vom Zähringer Löwen. 1904 verstarb er an Gehirnhautentzündung im Stuttgarter Diakonissenhaus. Er wurde in seinem Geburtsort Löwenstein bestattet.

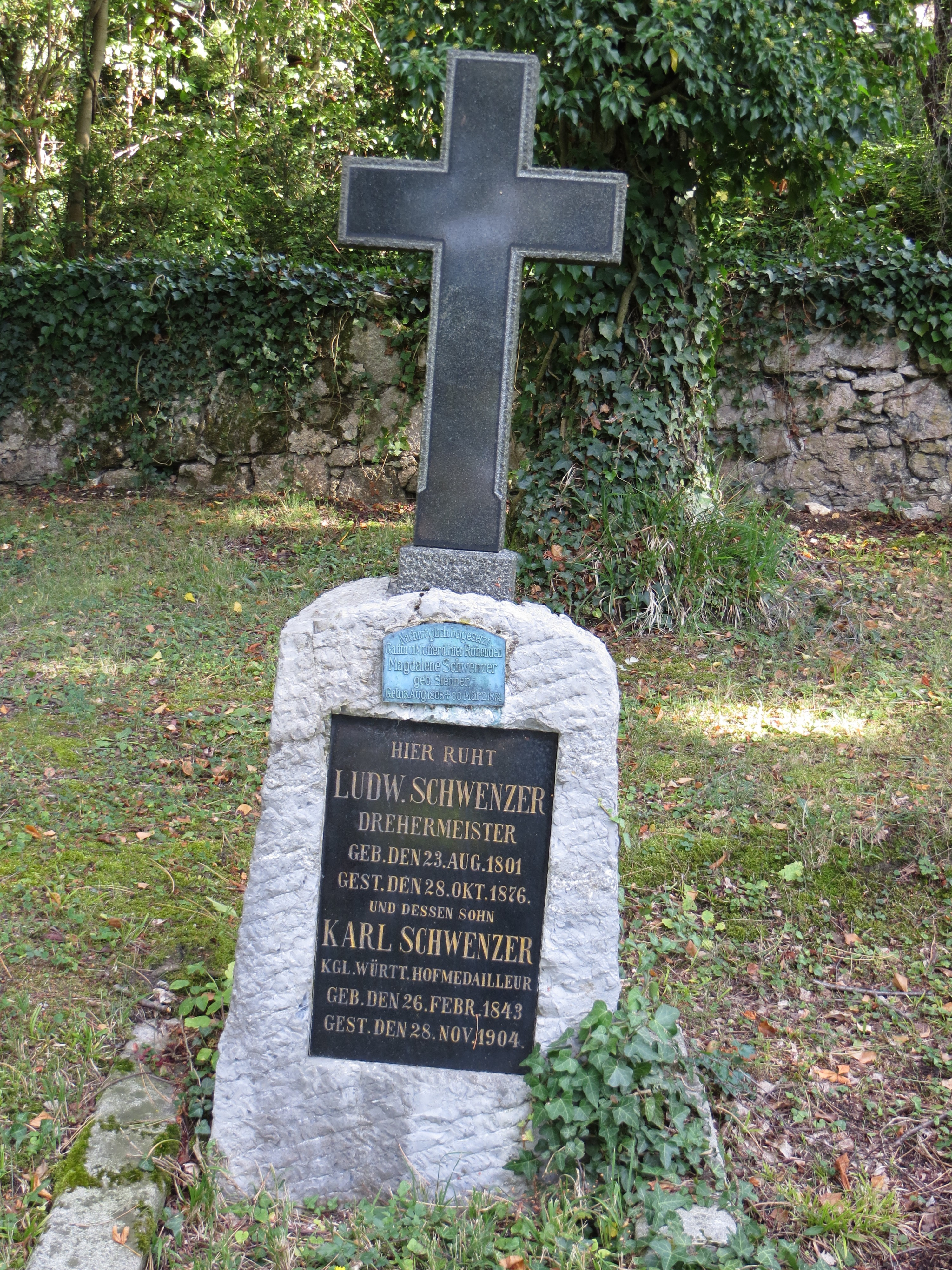
Grab Schwenzers und seines Vaters auf dem Löwensteiner Waldfriedhof

## Werk
Dem Herstellungsprozedere von Münzen folgend hat Schwenzer oft nur das Avers (Kopfseite) gestaltet, während für das Revers (Rückseite) ältere Prägestempel weiterverwendet wurden. Die Arbeiten von Schwenzer zeigen üblicherweise Regentenporträts, Allegorien oder von Kränzen gefasste Schrift. Die Darstellung von Personen ist statisch und naturgetreu, bisweilen auch idealisierend überhöht. Die Motive und ihre Gestaltung waren bei zahlreichen Aufträgen weitgehend vorgegeben. Das Stuttgarter Landesgewerbe-Museum hat 40 Originalmodelle aus seinem Nachlass erworben, diese wurden jedoch im Zweiten Weltkrieg vernichtet.
Das Karl Schwenzer zuzuordnende Werk umfasst etwa 120 zur Ausprägung gekommene Münzen- und Medaillenseiten. Für das Königreich Württemberg hat er unter anderem die Vorderseiten der silbernen 2-Mark-Stücke (geprägt ab 1876), der goldenen 5-Mark-Stücke (ab 1877), der silbernen 2-Mark-Stücke (ab 1892), der goldenen 10-Mark-Stücke (ab 1893) und der goldenen 20-Mark-Stücke (ab 1894) ausgeführt. Für die Schweiz gravierte er die 5- und 10-Rappen-Stücke (ab 1879), die 20-Rappen-Stücke (ab 1881) sowie nach Entwürfen von Albert Walch und Christian Bühler die Stempel zur Prägung der 5-Franken-Stücke (ab 1888) und der 20-Franken-Stücke (ab 1883). Die Rappen-Werte werden bis heute mit dem gleichen Münzbild geprägt. Außerdem gestaltete er eine Vielzahl von staatlichen württembergischen Medaillen, darunter die Karl-Olga-Medaille für Werke der Nächstenliebe und für Verdienste um das Rote Kreuz (um 1889), die Preismedaille der Württembergischen Landesgewerbe-Ausstellung 1891, zahlreiche Preismedaillen für landwirtschaftliche Leistungen sowie Preismedaillen der Technischen Hochschule Stuttgart und Kunstgewerbeschule in Stuttgart, ferner die Verdienstmedaille des Kronordens (um 1892), die Militärverdienstmedaille (um 1892) und die kleine Verdienstmedaille für Wissenschaft und Kunst (um 1892). Medaillen hat Schwenzer auch für weitere Auftraggeber gestaltet, darunter für das Großherzogtum Baden die Medaillen zur Silberhochzeit des Großherzogspaares 1881 und zum 500-jährigen Bestehen der Universität Heidelberg 1886, für Bulgarien verschiedene Verdienstmedaillen und die Medaille für Wissenschaft und Kunst, für Großbritannien die Medaille auf die Hochzeit der Prinzessin Louise 1871, für Hohenzollern-Sigmaringen die Medaille auf die Goldene Hochzeit des Fürstenpaares 1884, für Preußen unter anderem die Medaille für Verdienste um das Bauwesen (um 1882) sowie ein Erinnerungsmedaillon an Kaiser Friedrich III. (nach Schwenzers Tod geprägt 1907), darüber hinaus verschiedene Medaillen im Auftrag von Städten wie Hanau, London, Stuttgart und Wien.

### Medaillen

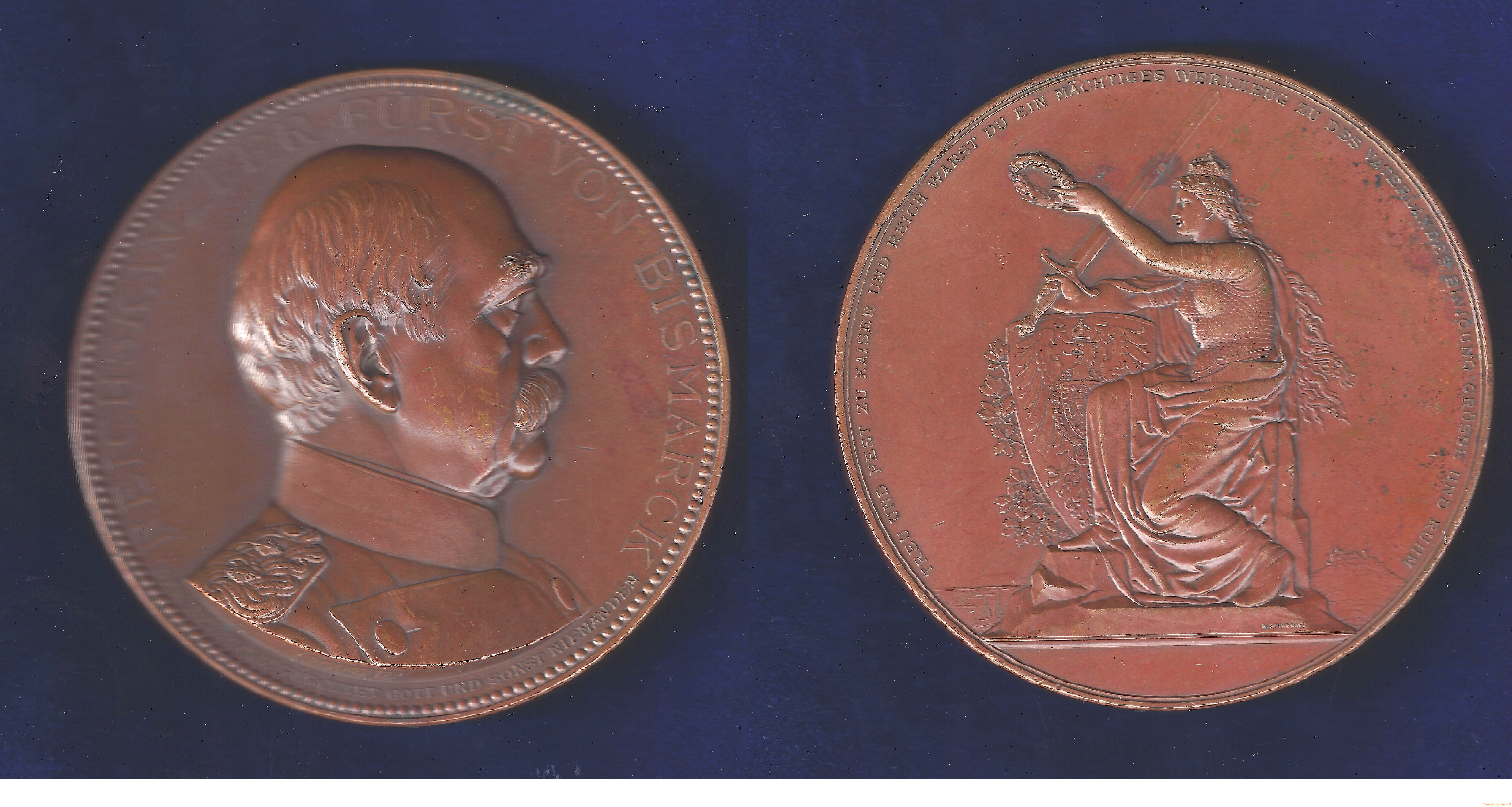
Otto von Bismarcks Sterbemedaille von Schwenzer 1898 (o. J.)

- 1877: Medaille auf die 400-Jahr-Feier der Universität Tübingen[1]
- 1880: Internationale Fischerei Ausstellung zu Berlin
- ab 1881: Medaillen zur Silberhochzeit des Großherzogspaares
- ab 1883: Medaille für Verdienste um das Bauwesen,[2]
- ab 1889: Karl-Olga-Medaille,
- 1891: Preismedaille der Württembergischen Landesgewerbe-Ausstellung,
- um 1892: Verdienstmedaille des Kronordens,
- um 1892: kleine Verdienstmedaille für Wissenschaft und Kunst,
- um 1898: Otto Graf Bismarck, Sterbemedaille.[3]

### Münzen
- zur Prägung freigegeben ab 1876: Vorderseiten der silbernen 2-Mark-Stücke für das Königreich Württemberg,
- zur Prägung freigegeben ab 1877: goldenen 5-Mark-Stücke für das Königreich Württemberg,
- zur Prägung freigegeben ab 1879: 5-Rappen-Stücke für die Schweiz,
- zur Prägung freigegeben ab 1879: 10-Rappen-Stücke für die Schweiz,
- zur Prägung freigegeben ab 1881: 20-Rappen-Stücke für die Schweiz,
- zur Prägung freigegeben ab 1883: 20-Franken-Stücke für die Schweiz,
- geprägt ab 1888: 5-Franken-Stücke für die Schweiz,
- geprägt ab 1892: silbernes 2-Mark-Stücke für das Königreich Württemberg,
- geprägt ab 1893: das goldene 10-Mark-Stück für das Königreich Württemberg,
- geprägt ab 1894: das goldene 20-Mark-Stück für das Königreich Württemberg